# Treinta y seis
El treinta y seis (36) es el número natural que sigue al 35 y precede al 37.

## Matemáticas
- Es un número compuesto, que tiene los siguientes factores propios: 1, 2, 3, 4, 6, 9, 12 y 18. Como la suma de sus factores propios es 55 > 36, se trata de un número abundante. La suma de sus divisores  1, 2, 3, 4, 6, 9, 12, 18 y 36 = 91.
- Número par.
- Es el cuadrado de 6.
- Número triangular, después del 28 y antes del 45.
- 8.º número semiperfecto.
- Número de Erdős-Woods.
- Es un número cuadrado triangular.

- Un número de Ulam.
- Número altamente compuesto.
- Número de Harshad.
- Número refactorizable.

Número cuadrado triangular

- El problema de los treinta y seis oficiales es un rompecabezas matemático.
- Este número es la suma de un par primo gemelo (17 + 19).
- El cubo truncado y el octaedro truncado son sólidos de Arquímides con 36 aristas.
- 36 es el número de grados en el ángulo interior de cada punta de un pentagrama regular.
- Un número práctico.
- Número de Størmer.

## Ciencia
- 36 es el número atómico del kriptón (Kr)
- Objeto de Messier M36  es un cúmulo abierto en la constelación de Auriga.
- Objeto del Nuevo Catálogo General NGC 36 es una galaxia espiral intermedia localizada en la constelación de Piscis.
- (36) Atalante es un asteroide que forma parte del cinturón de asteroides.